# Ultramarathon
Ultramarathon hay siêu marathon là một cuộc thi chạy bộ có quãng đường dài hơn 42,195 km so với một cuộc đua marathon thông thường.

## Tổng quan
Có hai kiểu đua ultramarathon là đua theo quãng đường và đua theo giờ (người chiến thắng là người đi được quãng đường xa nhất trong khoảng thời gian cho trước). Các quãng đường phổ biến là 50 kilômét (31,069 mi), 100 kilômét (62,137 mi), 50 dặm (80,4672 km), và 100 dặm (160,9344 km). Cự ly 100 kilômét được Liên đoàn điền kinh quốc tế (IAAF) công nhận là nội dung tính kỷ lục thế giới.
Các cự ly hoặc lượng thời gian chạy đua khác có thể kể tới như double marathon, chạy 24 giờ và các cuộc chạy nhiều ngày có độ dài từ 1.000 dặm (1.600 km) trở lên. Thể thức và đường đua của mỗi cuộc chạy này không cố định. Đường đua có thể chỉ có một vòng hoặc nhiều vòng (một số chỉ dài 400 mét (1.300 ft)), có thể là chạy trên một con đường thẳng tắp, hoặc chạy băng đồng. Nhiều cuộc chạy ultramarathon, có các chướng ngại vật như thời tiết, độ cao, hoặc địa hình mấp mô. Nhiều trong số các cuộc đua này diễn ra trên những đoạn đường đất hoặc đường núi. Luôn có các trạm tiếp tế cách nhau 20 đến 35 kilômét (12 đến 22 mi) để người chạy nghỉ ngơi hoặc tiếp sức bằng thức ăn và đồ uống.
Các cuộc thi dựa theo thời gian có thể diễn ra trong 6, 12 và 24 tiếng và lên tới 3, 6, hoặc 10 ngày. Các nội dung tính giờ thường diễn ra trong sân vận động hoặc các con đường ngắn hơn 1 dặm.
International Association of Ultrarunners (IAU) là đơn vị tổ chức các giải vô địch thế giới cự ly 50 kilômét (31 mi), 100 kilômét (62 mi), 24 giờ, và được công nhận bởi IAAF. Các kỷ lục thế giới do IAU nắm giữ.

## Kỷ lục thế giới theo IAU

### Nam
| Nội dung             | Kỷ lục     | Vận động viên           | Ngày                   | Địa điểm                        | Ngn.  |
| -------------------- | ---------- | ----------------------- | ---------------------- | ------------------------------- | ----- |
| 50 km Đường trường   | 2:43:38    | Thompson Magawana (RSA) | 12 tháng 4 năm 1988    | Claremont, Nam Phi              | [ 3 ] |
| 50 km Track          | 2:48:06    | Jeff Norman (GBR)       | 7 tháng 6 năm 1980     | Timperley, Anh Quốc             | [ 3 ] |
| 100 km Đường trường  | 6:13:33    | Sunada Takahiro (JPN)   | 21 tháng 6 năm 1998    | Yubetsu-Saroma-Tokoro, Nhật Bản | [ 3 ] |
| 100 km Track         | 6:10:20    | Donald Ritchie (GBR)    | 28 tháng 10 năm 1978   | Luân Đôn, Anh Quốc              | [ 3 ] |
| 100 dặm Đường trường | 11:46:37   | Yiannis Kouros (GRE)    | 7-8 tháng 11 năm 1984  | Queens, New York, Hoa Kỳ        | [ 3 ] |
| 100 dặm Track        | 11:28:03   | Oleg Kharitonov (RUS)   | 20 tháng 10 năm 2002   | Luân Đôn, Anh Quốc              | [ 3 ] |
| 100 dặm Trong nhà    | 12:56:13   | Donald Ritchie (GBR)    | 3-4 tháng 2 năm 1990   | Milton Keynes, Anh Quốc         | [ 3 ] |
| 6h Đường trường      | 92,188 km  | Tomasz Chawawko (POL)   | 7 tháng 3 năm 2004     | Stein, Hà Lan                   | [ 3 ] |
| 6H Track             | 97,200 km  | Donald Ritchie (GBR)    | 28 tháng 10 năm 1978   | Luân Đôn, Anh Quốc              | [ 3 ] |
| 6h Trong nhà         | 93,247 km  | Denis Zhalybin (RUS)    | 7-8 tháng 2 năm 2003   | Moskva, Nga                     | [ 3 ] |
| 12h Đường trường     | 162,543 km | Yiannis Kouros (GRE)    | 7 tháng 11 năm 1984    | Thành phố New York, Hoa Kỳ      | [ 3 ] |
| 12H Track            | 163,600 km | Zach Bitter (USA)       | 14 tháng 12 năm 2013   | Phoenix, Hoa Kỳ                 | [ 3 ] |
| 12h Trong nhà        | 146,296 km | Sekiya Ryoichi (JPN)    | 11 tháng 2 năm 2007    | Lohja, Phần Lan                 | [ 3 ] |
| 24h Đường trường     | 290,221 km | Yiannis Kouros (GRE)    | 2–3 tháng 5 năm 1998   | Basel, Thụy Sĩ                  | [ 3 ] |
| 24H Track            | 303,506 km | Yiannis Kouros (GRE)    | 4-5 tháng 10 năm 1997  | Adelaide, Úc                    | [ 3 ] |
| 24h Trong nhà        | 257,576 km | Nikolai Safin (RUS)     | 27-28 tháng 2 năm 1993 | Podolsk, Nga                    | [ 3 ] |
| 48h Đường trường     | 433,095 km | Yiannis Kouros (GRE)    | 2–3 tháng 5 năm 1998   | Basel, Thụy Sĩ                  | [ 3 ] |
| 48H Track            | 473,495 km | Yiannis Kouros (GRE)    | 3–5 tháng 5 năm 1996   | Surgeres, Pháp                  | [ 3 ] |
| 48h Trong nhà        | 426,178 km | Tony Mangan (IRL)       | 16 tháng 3 năm 2007    | Brno, Cộng hòa Séc              | [ 3 ] |

### Nữ
| Nội dung             | Kỷ lục     | Vận động viên             | Ngày                   | Địa điểm                        | Ngn.  |
| -------------------- | ---------- | ------------------------- | ---------------------- | ------------------------------- | ----- |
| 50 km Đường trường   | 3:08:39    | Frith Van Der Merwe (RSA) | 25 tháng 3 năm 1989    | Claremont, Nam Phi              | [ 3 ] |
| 50 km Track          | 3:18:52    | Carolyn Hunter-Rowe (GBR) | 3 tháng 3 năm 1996     | Barry, Wales, Anh Quốc          | [ 3 ] |
| 100 km Đường trường  | 6:33:11    | Abe Tomoe (JPN)           | 25 tháng 6 năm 2000    | Yubetsu-Saroma-Tokoro, Nhật Bản | [ 3 ] |
| 100 km Track         | 7:14:06    | Sakurai Norimi (JPN)      | 27 tháng 9 năm 2003    | San Giovanni Lupatoto, Ý        | [ 3 ] |
| 100 dặm Đường trường | 13:47:41   | Ann Trason (USA)          | 4 tháng 5 năm 1991     | Queens, New York, Hoa Kỳ        | [ 3 ] |
| 100 dặm Track        | 14:11:26   | Pam Smith (USA)           | 14 tháng 12 năm 2013   | Phoenix, Hoa Kỳ                 | [ 4 ] |
| 100 dặm Trong nhà    | 14:43:40   | Eleanor Robinson (GBR)    | 3-4 tháng 2 năm 1990   | Milton Keynes, Anh Quốc         | [ 3 ] |
| 6h Đường trường      | 82,838 km  | Ricarda Botzon (GER)      | 7 tháng 7 năm 2001     | Kiel, Đức                       | [ 3 ] |
| 6H Track             | 83,200 km  | Sakurai Norimi (JPN)      | 27 tháng 9 năm 2003    | San Giovanni Lupatoto, Ý        | [ 3 ] |
| 6h Trong nhà         | 80,600 km  | Marina Bychkova (RUS)     | 7-8 tháng 2 năm 2003   | Moskva, Nga                     | [ 3 ] |
| 12h Đường trường     | 144,840 km | Ann Trason (USA)          | 4 tháng 5 năm 1991     | Queens, New York, Hoa Kỳ        | [ 3 ] |
| 12H Track            | 147,600 km | Ann Trason (USA)          | 3-4 tháng 8 năm 1991   | Hayward, Hoa Kỳ                 | [ 3 ] |
| 12h Trong nhà        | 135,799 km | Inagaki Sumie (JPN)       | 11 tháng 2 năm 2007    | Lohja, Phần Lan                 | [ 3 ] |
| 24h Đường trường     | 252,205 km | Kudo Mami (JPN)           | 11–12 tháng 5 năm 2013 | Steenbergen, Hà Lan             | [ 3 ] |
| 24H Track            | 255,303 km | Kudo Mami (JPN)           | 9-10 tháng 12 năm 2011 | Đại học Đông Ngô, Đài Bắc       | [ 3 ] |
| 24h Trong nhà        | 240,631 km | Inagaki Sumie (JPN)       | 29-30 tháng 1 năm 2011 | Espoo, Phần Lan                 | [ 3 ] |
| 48h Đường trường     | 368,687 km | Kudo Mami (JPN)           | 8-10 tháng 4 năm 2011  | Athens, Hy Lạp                  | [ 3 ] |
| 48H Track            | 397,103 km | Inagaki Sumie (JPN)       | 21–23 tháng 5 năm 2010 | Surgeres, France                | [ 3 ] |
| 48h Trong nhà        | 390,024 km | Traci Falbo (USA)         | 4-6 tháng 8 năm 2014   | Anchorage, Hoa Kỳ               | [ 3 ] |